# 1064 Aethusa
1064 Aethusa este un asteroid din centura principală, descoperit pe 2 august 1926, de Karl Reinmuth.